# 1973-as magyar birkózóbajnokság
Az 1973-as magyar birkózóbajnokság a hatvanhatodik magyar bajnokság volt. A kötöttfogású bajnokságot május 5. és 6. között rendezték meg Budapesten, a Nemzeti Sportcsarnokban, a szabadfogású bajnokságot pedig július 7. és 8. között Budapesten, a Játékcsarnokban.

## Eredmények

### Férfi kötöttfogás
| Versenyszám | Arany                         | Arany | Ezüst                            | Ezüst | Bronz                               | Bronz |
| ----------- | ----------------------------- | ----- | -------------------------------- | ----- | ----------------------------------- | ----- |
| 48 kg       | Seres Ferenc Honvéd Szondi SE |       | Hegedűs Sándor Ganz-MÁVAG VSE    |       | Réz Sándor MTK                      |       |
| 52 kg       | Doncsecz József Vasas SC      |       | Rácz Lajos Honvéd Szondi SE      |       | Trenka János Dunaújvárosi Kohász    |       |
| 57 kg       | Szőnyi János Bp. Spartacus    |       | Bolla József Újpesti Dózsa       |       | Piricz György Diósgyőri VTK         |       |
| 62 kg       | Tóth István Ganz-MÁVAG VSE    |       | Lakatos András Bp. Honvéd        |       | Réczi László Kiskunfélegyházi Vasas |       |
| 68 kg       | Steer Antal BVSC              |       | Németh István Bp. Spartacus      |       | Toma Ferenc Vasas SC                |       |
| 74 kg       | Kocsis Ferenc Bp. Honvéd      |       | Hegedűs Miklós Vasas SC          |       | Csapó Antal BVSC                    |       |
| 82 kg       | Juhász József Bp. Honvéd      |       | Berdó László Diósgyőri VTK       |       | Lubszky Pál Ganz-MÁVAG VSE          |       |
| 90 kg       | Pércsi József Bp. Honvéd      |       | Szabó Tamás Dunaújvárosi Kohász  |       | Séllyei István Vasas SC             |       |
| 100 kg      | Kiss Ferenc Ganz-MÁVAG VSE    |       | Farkas József Vasas SC           |       | Vatai László Ferencvárosi TC        |       |
| +100 kg     | Rovnyai János MTK             |       | Lajos Zsigmond Debreceni Bocskai |       | Rozsos Ferenc Debreceni VSC         |       |

### Férfi szabadfogás
| Versenyszám | Arany                         | Arany | Ezüst                           | Ezüst | Bronz                         | Bronz |
| ----------- | ----------------------------- | ----- | ------------------------------- | ----- | ----------------------------- | ----- |
| 48 kg       | Gyulai Mihály Újpesti Dózsa   |       | Szalontai Zoltán Diósgyőri VTK  |       | Sztojka János Soltvadkerti TE |       |
| 52 kg       | Gál Henrik Ferencvárosi TC    |       | Erdős Márton Bp. Honvéd         |       | Molnár József Bp. Honvéd      |       |
| 57 kg       | Simon György Bp. Honvéd       |       | Jámbor László Debreceni Bocskai |       | Idei Lajos Ferencvárosi TC    |       |
| 62 kg       | Idei Gyula Csepel SC          |       | Fekete Tibor Bp. Honvéd         |       | Széles József Ferencvárosi TC |       |
| 68 kg       | Kocsis János Bp. Honvéd       |       | Szabó László Vasas SC           |       | Fajd István Csepel SC         |       |
| 74 kg       | Rusznyák József Diósgyőri VTK |       | Búzás Károly Bp. Honvéd         |       | Suba István Debreceni Bocskai |       |
| 82 kg       | Deák András Debreceni VSC     |       | Urbanovics Miklós Csepel SC     |       | Molnár Géza Bp. Honvéd        |       |
| 90 kg       | Bajkó Károly Vasas SC         |       | Kovács István Csepel SC         |       | Csábi Árpád BVSC              |       |
| 100 kg      | Csatári József Bp. Honvéd     |       | Kovács János Debreceni VSC      |       | Csikós Ferenc Szegedi VSE     |       |
| +100 kg     | Urbán József Ferencvárosi TC  |       | Maróthy István Csepel SC        |       | Balla József Ferencvárosi TC  |       |